# San José State University
De San José State University (SJSU), kortweg San José State genoemd, is een Amerikaanse openbare universiteit in de Californische stad San Jose. Het is de oudste campus in het California State University-systeem. San José State is bovendien de oudste openbare instelling voor hoger onderwijs aan de Amerikaanse westkust en geniet een goede academische reputatie.

## Geschiedenis

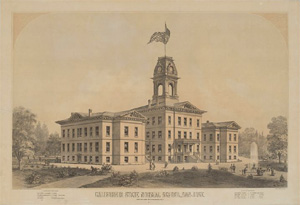
Lithograaf uit de jaren 1880 met daarop de California State Normal School in San Jose

In 1857 werd de Minns' Evening Normal School opgericht in San Francisco. De overheid van Californië doopte Minns' Evening Normal School in 1862 om tot de California State Normal School. Er studeren 54 vrouwelijke studenten af na een studie van drie jaar. In 1871 verhuisde de campus naar San Jose in het zuiden van de San Francisco Bay Area. Tot op vandaag beslaat San José State dezelfde terreinen in San Jose.
In 1881 werd een nieuwe, zuidelijke afdeling van de California State Normal School aangekondigd. Die zou later opgenomen worden in het netwerk van de Universiteit van Californië als de UCLA.
In de vroege twintigste eeuw onderging San Jose twee naamsveranderingen. Vanaf 1921 heette de school het State Teachers College at San José en na 1934 droeg ze de naam San José State College. In 1972 kreeg de campus als de California State University, San José het universiteitsstatuut, samen met verschillende andere hogescholen in wat nu het CSU-netwerk is. Twee jaar later werd de huidige naam vastgelegd door de wetgevende macht van de staat.
In 1999 kwamen de universiteit en de stad San Jose overeen hun twee hoofdbibliotheken samen te brengen in een nieuwe gemeenschappelijke bibliotheek op de campus. Het was de eerste samenwerking van dien aard in de Verenigde Staten. Het project werd bekritiseerd omdat de twee bibliotheken te verschillende doelstellingen zouden hebben en omdat het project te duur zou zijn. Het project ging desondanks door en de nieuwe Martin Luther King, Jr. Library werd in 2003 op tijd en binnen het afgesproken budget opgeleverd. De bibliotheek heeft sindsdien meerdere nationale prijzen ontvangen.

## Campus

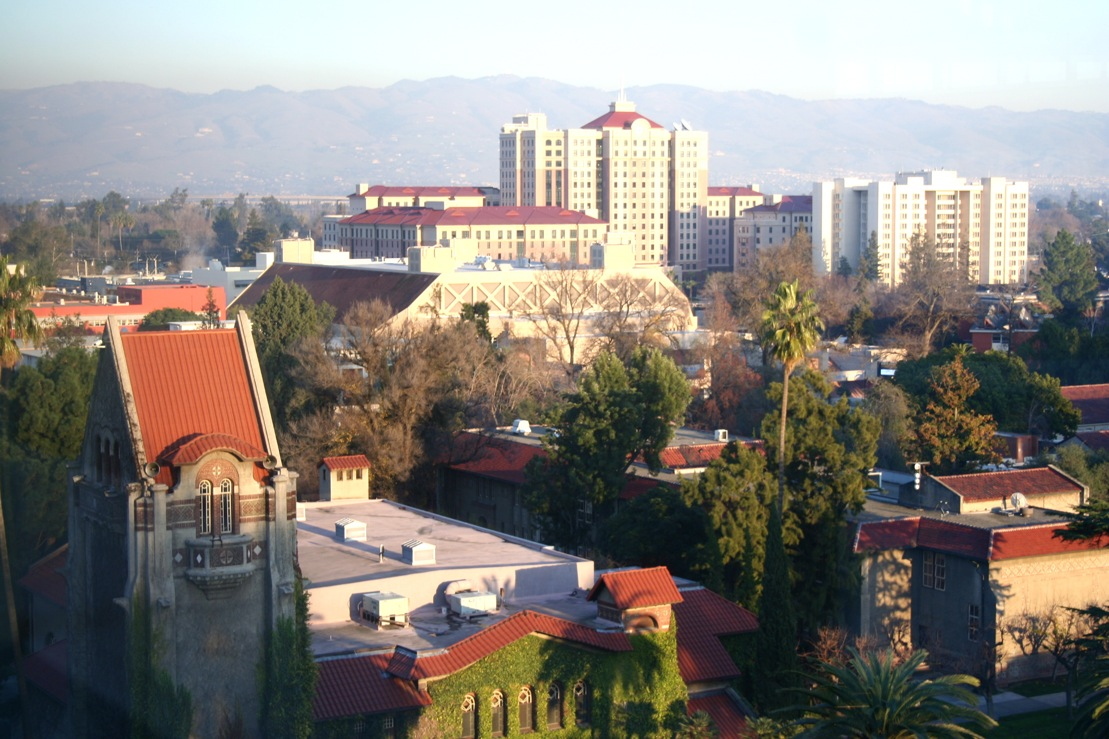
Overzicht van de campus van San José State vanop de King-bibliotheek

De universiteit heeft haar campus in het centrum van San Jose. De campus beslaat 62,3 hectare of zo'n 19 stratenblokken. Ze grenst aan San Fernando Street in het noorden, San Salvador Street in het zuiden, South 4th Street in het westen en South 10th Street in het oosten. Een tweede campus waar veel van de sportfaciliteiten zijn ondergebracht ligt zo'n 2,4 km ten zuiden van de hoofdcampus. Het Spartan Stadium en Blethen Field bevinden zich op die campus.
Verschillende andere gebouwen van de universiteiten liggen verspreid over de stad of zelfs elders in Californië. De Moss Landing Marine Laboratories in Moss Landing, bijvoorbeeld, is een onderzoekcentrum waaraan verschillende CSU-campussen meewerken en dat beheerd wordt door San José State.

## Onderwijs
San José State biedt meer dan 130 verschillende bachelor- en masteropleidingen aan. De universiteit reikt 69 verschillende bachelordiploma's uit, met 81 afstudeerrichtingen (concentrations), en 65 masterdiploma's met 29 afstudeerrichtingen.
De school heeft een goede academische reputatie, vooral in de vakgebieden van de ingenieurswetenschappen, bedrijfskunde, kunst en design en journalistiek. San José State staat consequent hoog genoteerd in academische rankings van openbare universiteiten aan de westkust.
San José State is georganiseerd in zeven colleges en zes scholen.

### Colleges
- College of Applied Sciences & Arts
- College of Business
- Connie L. Lurie College of Education
- The Charles W. Davidson College of Engineering
- College of Humanities & the Arts
- College of Science
- College of Social Sciences

### Scholen
- School of Art & Design
- School of Journalism & Mass Communications
- School of Library & Information Science
- School of Music & Dance
- The Valley Foundation School of Nursing
- School of Social Work

## Sport
San José State heeft deelgenomen aan sportactiviteiten sinds het zijn eerste honkbalteam kreeg in 1890. De sportploegen van SJSU heten de Spartans en zij spelen in de Mountain West Conference van de eerste divisie van de NCAA. Per 2010 heeft SJSU 10 NCAA-titels gewonnen en 50 winnaars in de eerste divisie van de NCAA geleverd. Bovendien geniet San José State internationale bekendheid voor zijn judoprogramma. Afgestudeerden van de universiteit hebben in totaal 18 olympische medailles gewonnen, waarvan 7 gouden.

## Alumni

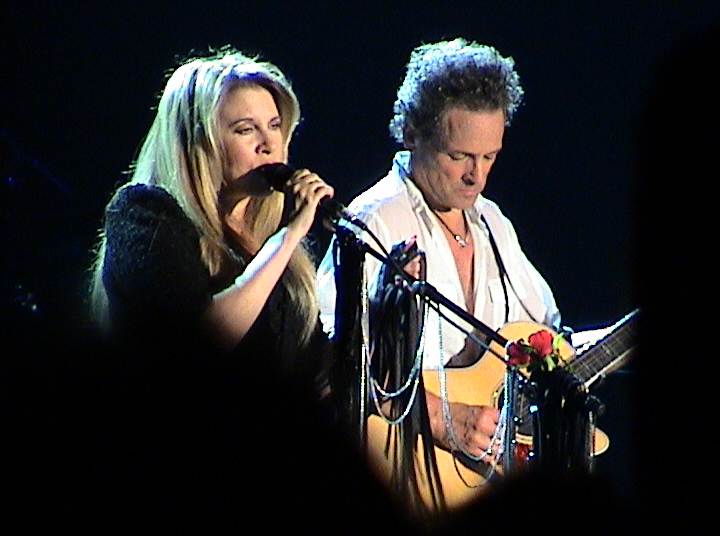
Lindsey Buckingham en Stevie Nicks van de band Fleetwood Mac

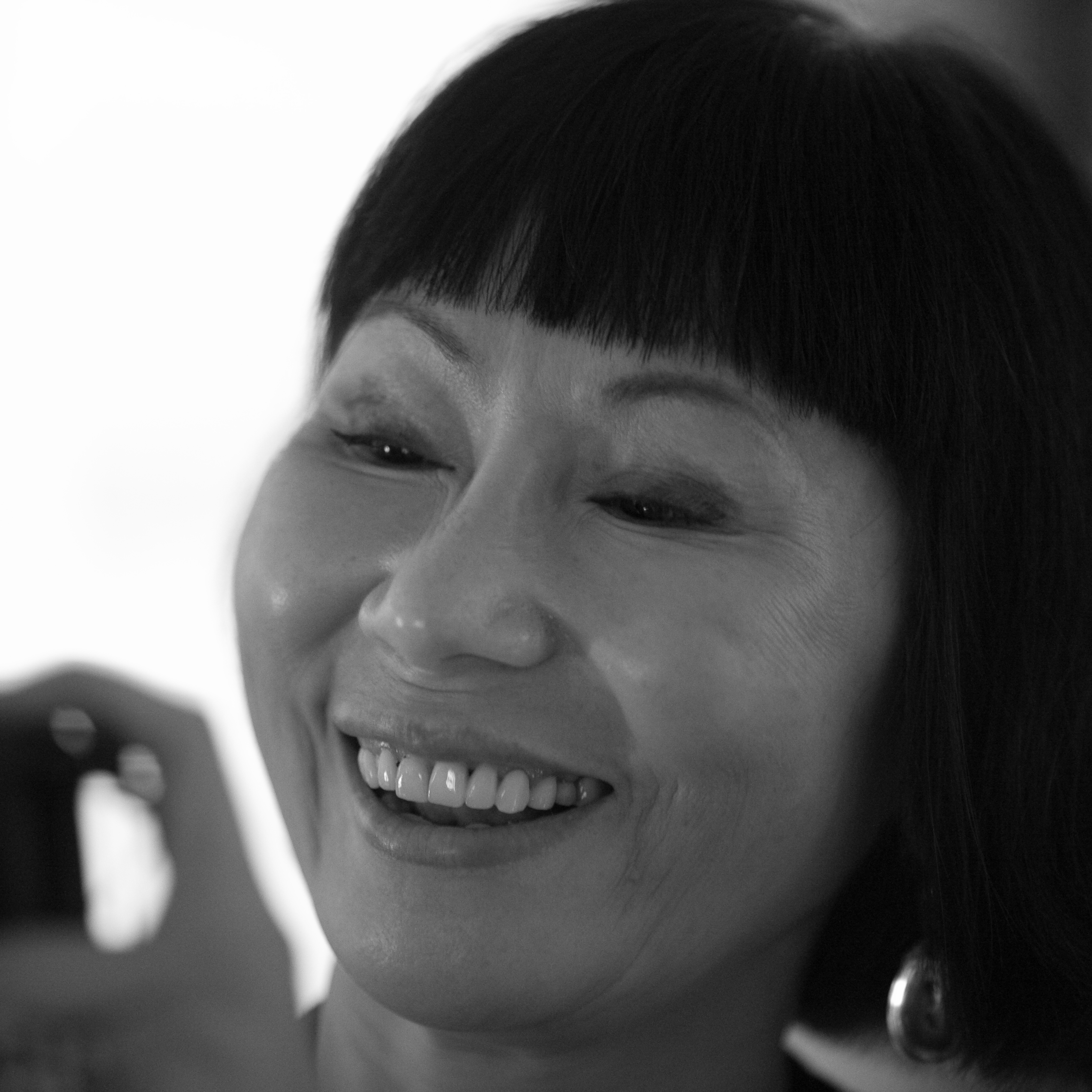
Amy Tan, schrijfster

Enkele bekende alumni van San José State zijn:
- Mary Blair, kunstenares
- Lindsey Buckingham, lid van Fleetwood Mac
- Ben Nighthorse Campbell, voormalig senator
- John Carlos, atleet en footballspeler
- Ray Dolby, ingenieur
- Lee Evans, sprinter
- Dian Fossey, etholoog en mammoloog
- George Haines, zwemmer en zwemcoach
- Jerry Juhl, poppenspeler en scenarioschrijver
- Titus Kaphar, kunstenaar
- Robert Graham, beeldhouwer
- Lou Henry Hoover, echtgenote van Herbert Hoover
- Bryan Mantia, drummer
- Gordon Moore, medeoprichter van Intel
- Stevie Nicks, lid van Fleetwood Mac
- Kurtwood Smith, acteur
- Tommie Smith, sprinter
- Bobbi Starr, pornoactrice
- Amy Tan, schrijfster
- Cal Tjader, jazzmuzikant
- Ken Venturi, golfprofessional
- Michael Whelan, illustrator
- Olga Zoutendijk, bankier